# Eupterotegaeus rhamphosus
Eupterotegaeus rhamphosus är en kvalsterart som beskrevs av Harold G. Higgins och Tyler A. Woolley 1968. Eupterotegaeus rhamphosus ingår i släktet Eupterotegaeus och familjen Cepheidae. Inga underarter finns listade i Catalogue of Life.